# مصطبه کانی‌نیسوت
مصطبه کانی‌نیسوت (انگلیسی: Mastaba of Kaninisut) یک مصطبه مصر باستان است که در جیزه، میدان غربی هرم بزرگ جیزه واقع شده‌است. اتاق عام مصطبه اکنون در موزه تاریخ هنر وین با شماره موجودی ۸۰۰۶ به نمایش گذاشته شده‌است. آنطور که مکان و ابعاد آرامگاه او و القاب افتخاری متعدد او نشان می‌دهد کانی‌نیسوت یک مقام عالی دولتی در دودمان چهارم یا اوایل دودمان پنجم در پادشاهی کهن مصر (حدود ۲۵۰۰ سال قبل از میلاد) بوده‌است.
اتاق عمومی کانی‌نیسوت از بهترین کیفیت سنگ آهک سفید تورا ساخته شده و با نقش‌های برجسته و ظریف تزئین شده‌است که عمدتاً پیشکش‌ها، صحنه‌های مراسم تشییع جنازه و کانی‌نیسوت را با خانواده‌اش به تصویر می‌کشد. نوادگان کانی‌نیسوت مقبره‌های کوچک‌تری را در مصطبه بزرگ ساختند.

## موقعیت
مصطبه کانی‌نیسوت در میدان غربی جیزه، گورستان غربی جیزه قرار دارد. در شرق و غرب هرم بزرگ به وضوح محل‌های مصطبه برنامه‌ریزی شده‌است. نزدیکترین خویشاوندان خوفو، صاحب هرم اعظم، در میدان شرقی، و بزرگان و مقامات عالی‌رتبه در میدان غربی به خاک سپرده شدند.

## شرح و کارکرد
مقبره کانی‌نیسوت یک مقبره مصطبه بود. اصطلاح مصطبه که در زبان عربی به معنای نیمکت است، از شکل ظاهری این مقبره‌ها نشأت می‌گیرد: ساختمان فوقانی مستطیل شکل با دیوارهای جانبی کمی متمایل است و از این رو مانند یک نیمکت بزرگ به نظر می‌رسد. ساختار مرکزی مصطبه کانی نیسوت ۲۴ متر طول و ۱۰٫۲ متر عرض دارد که به دلیل تخریب بنای آن ارتفاع کمتر شده‌است. دیوارهای بیرونی از بلوک‌های آهکی ساخته شده بود که با لایه‌ای از سنگ آهک سفید ریز تورا پوشیده شده بود. در داخل ساختمان فوقانی اتاقی وجود ندارد و با آوار پر شده‌است.

## نگارخانه

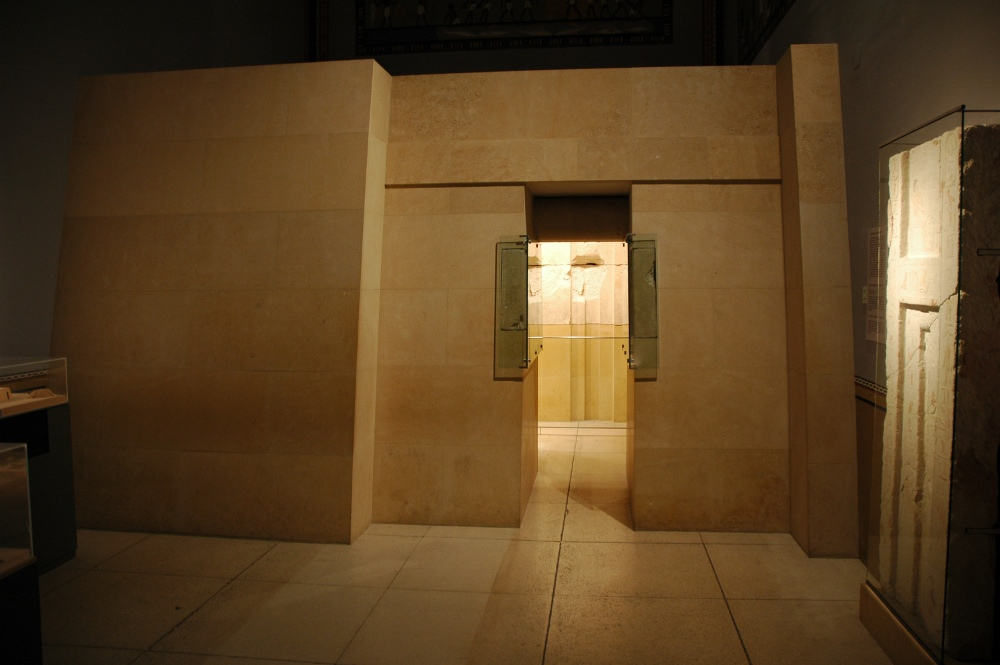
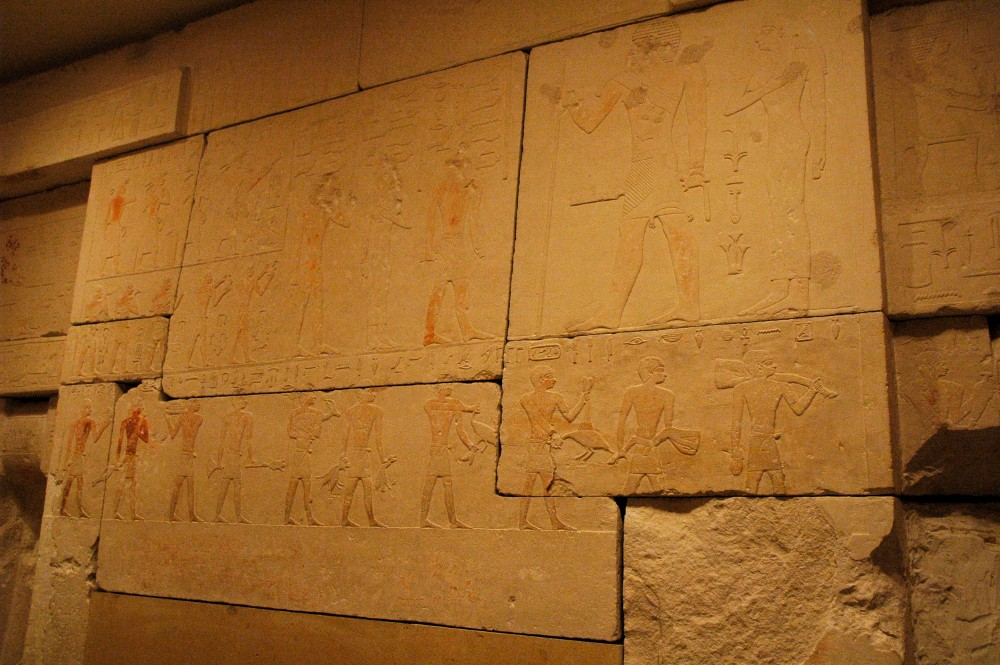
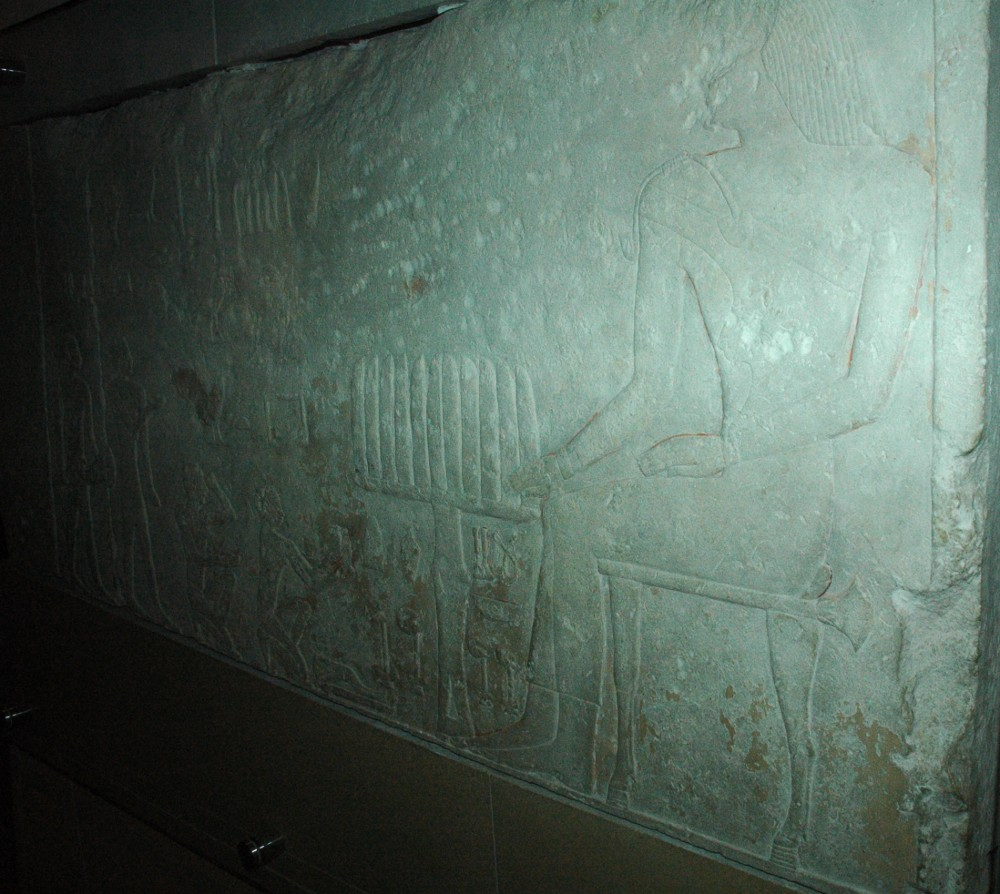
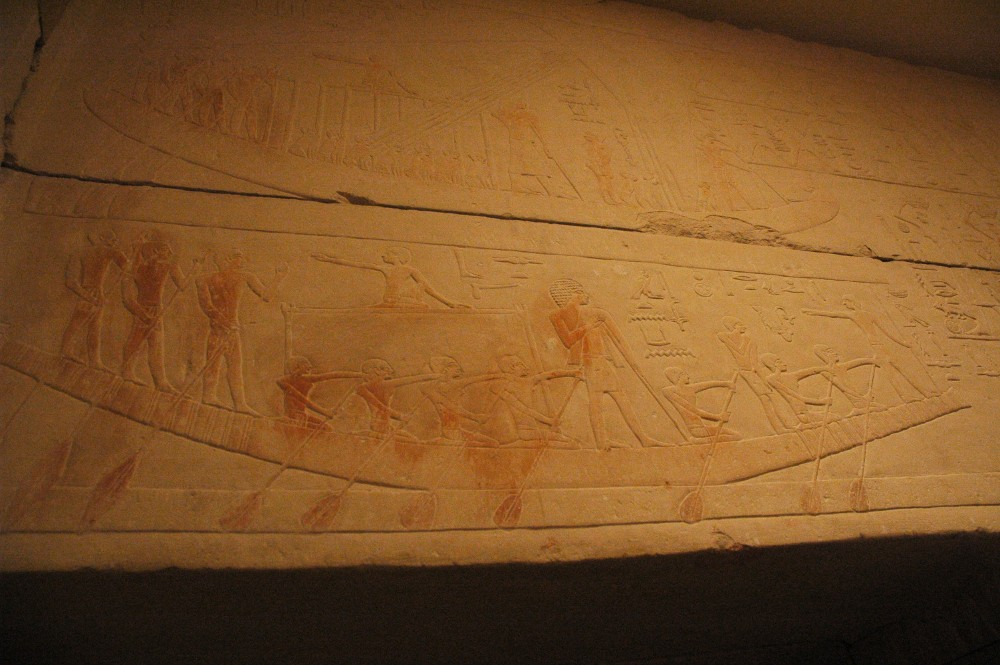
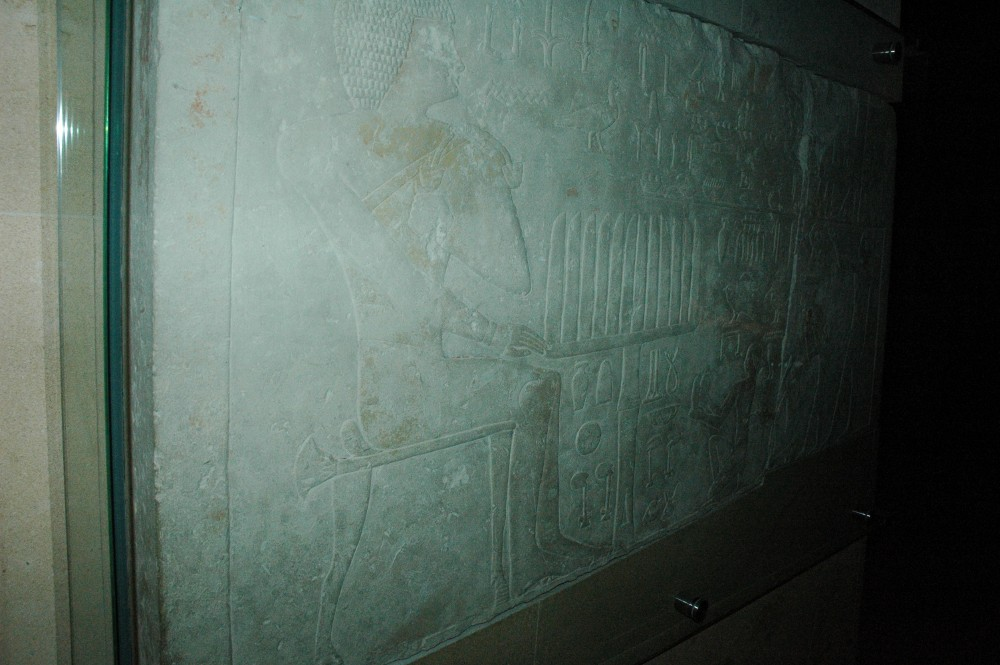
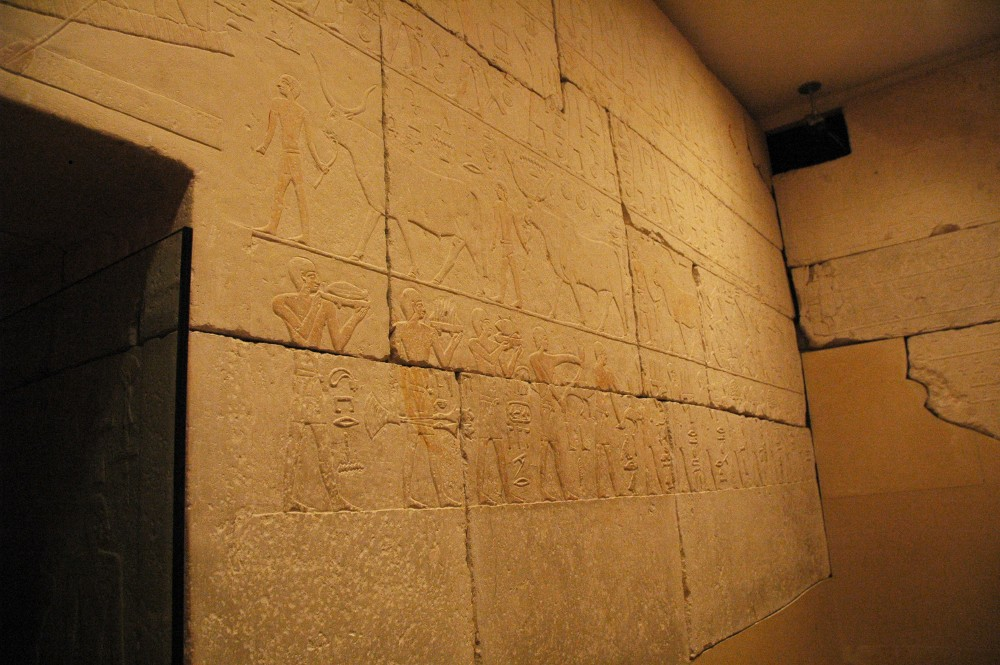
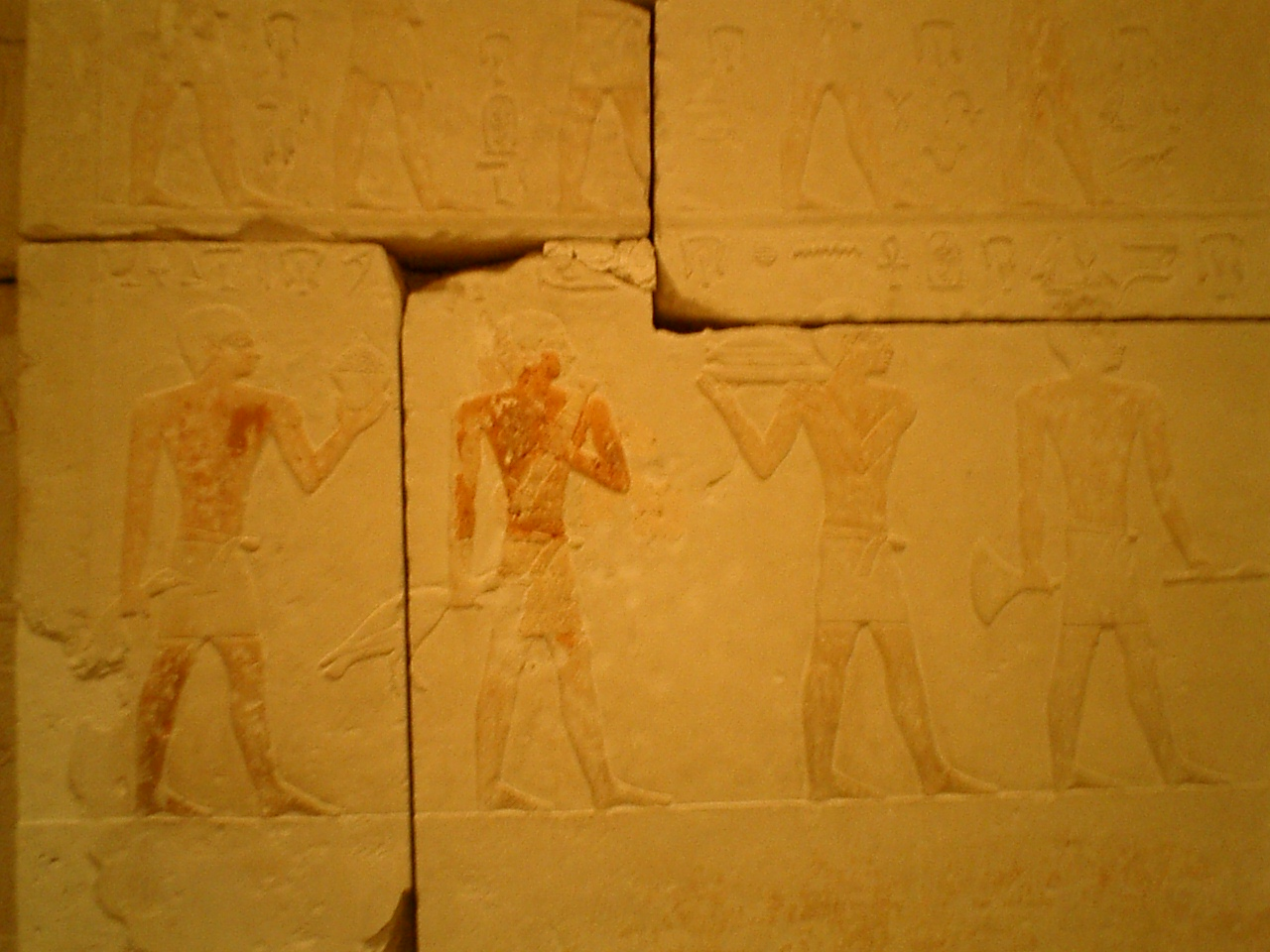
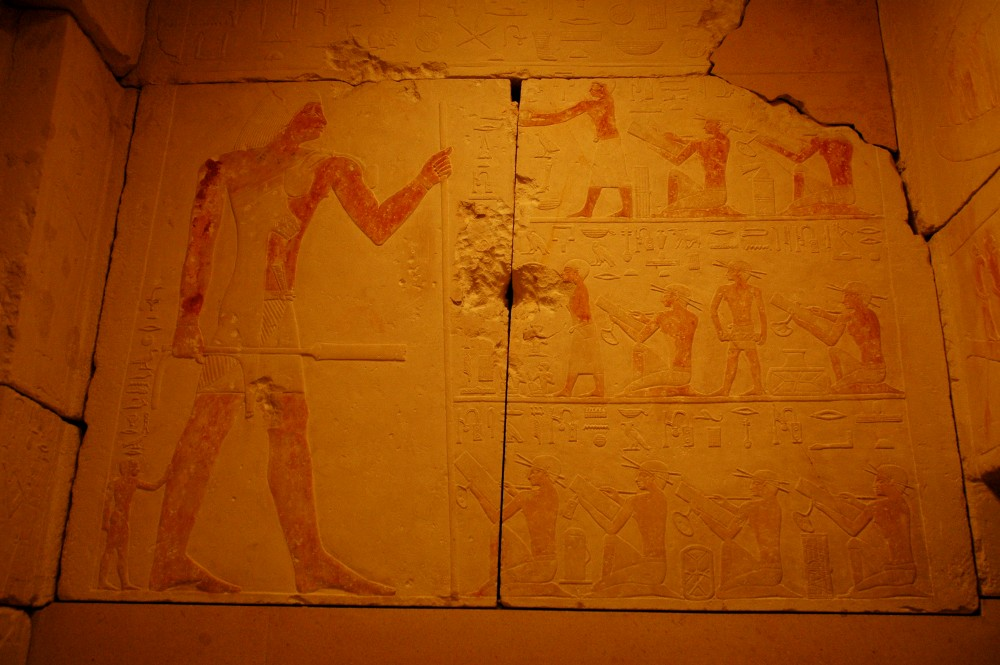
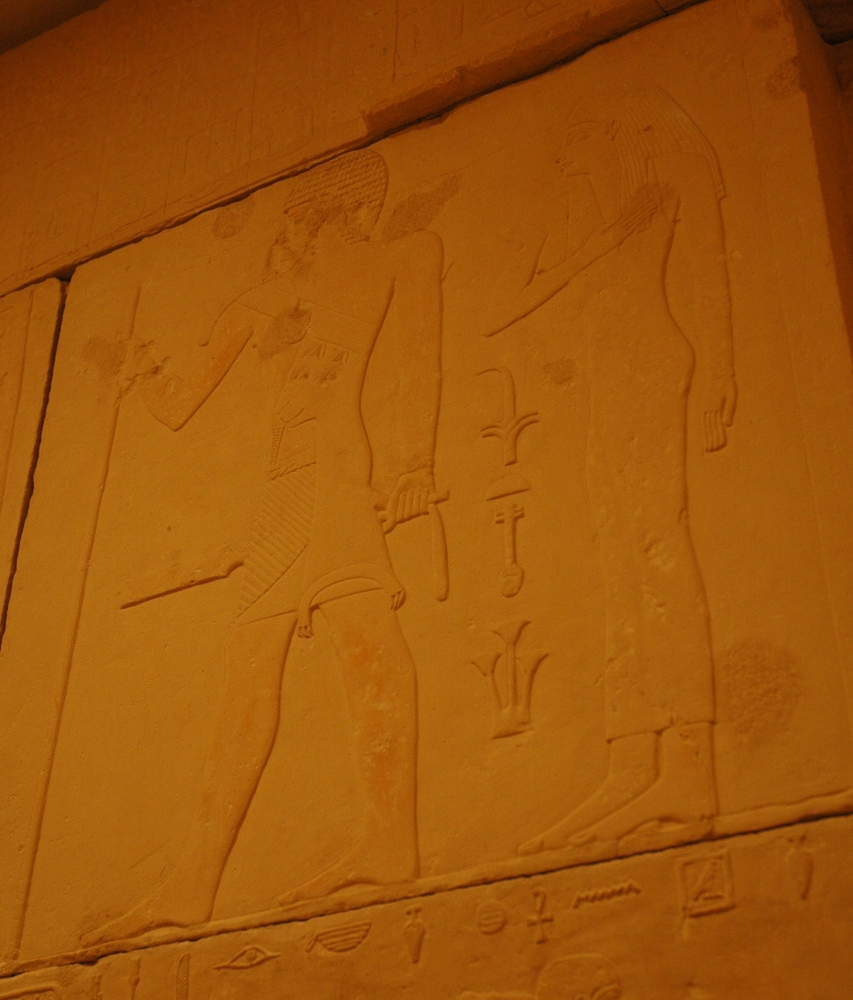
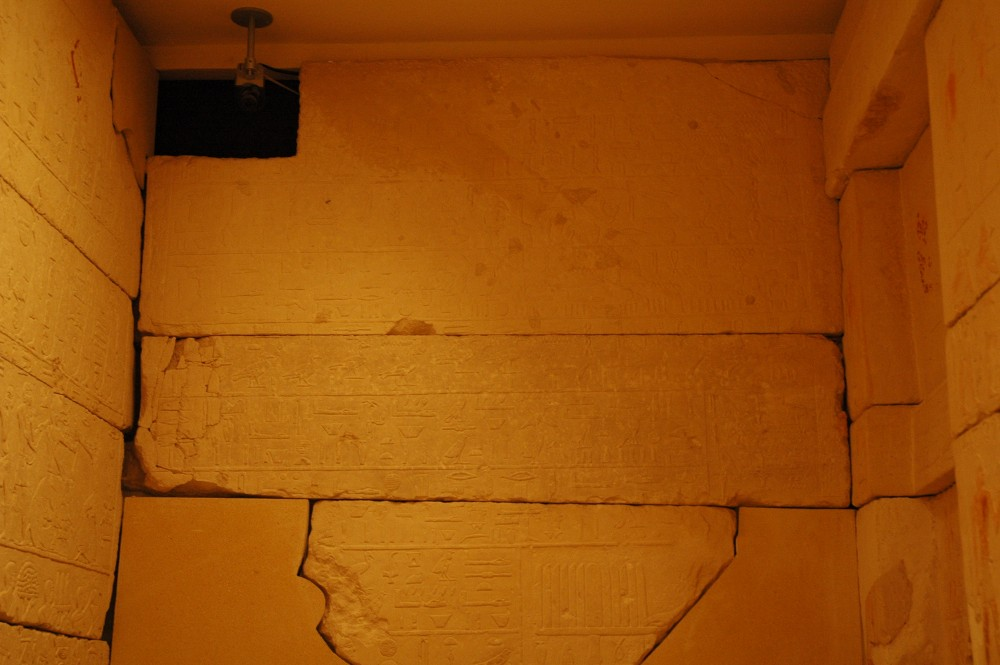
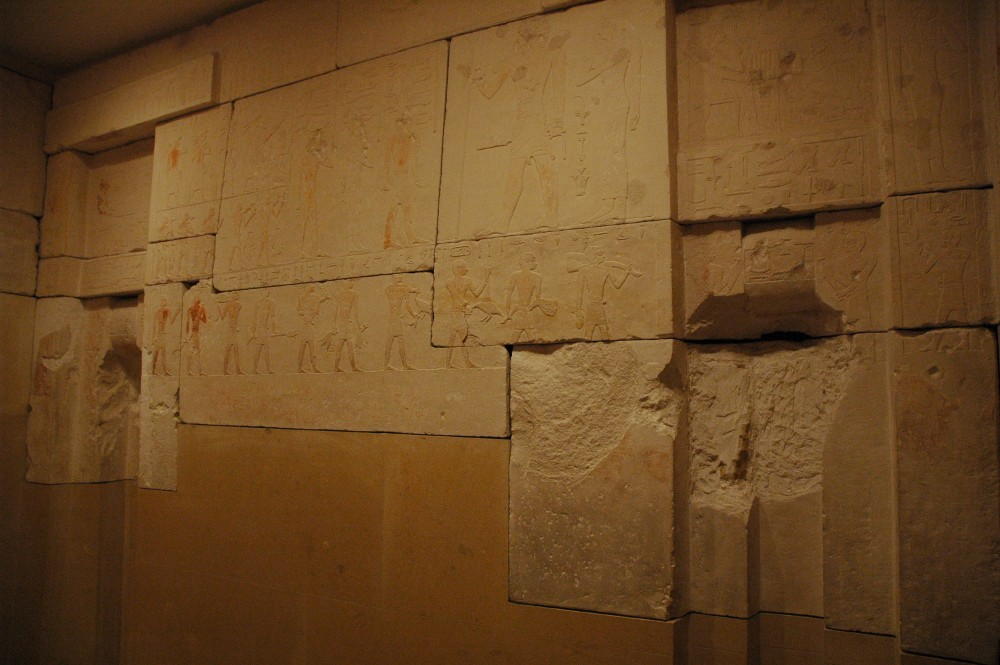
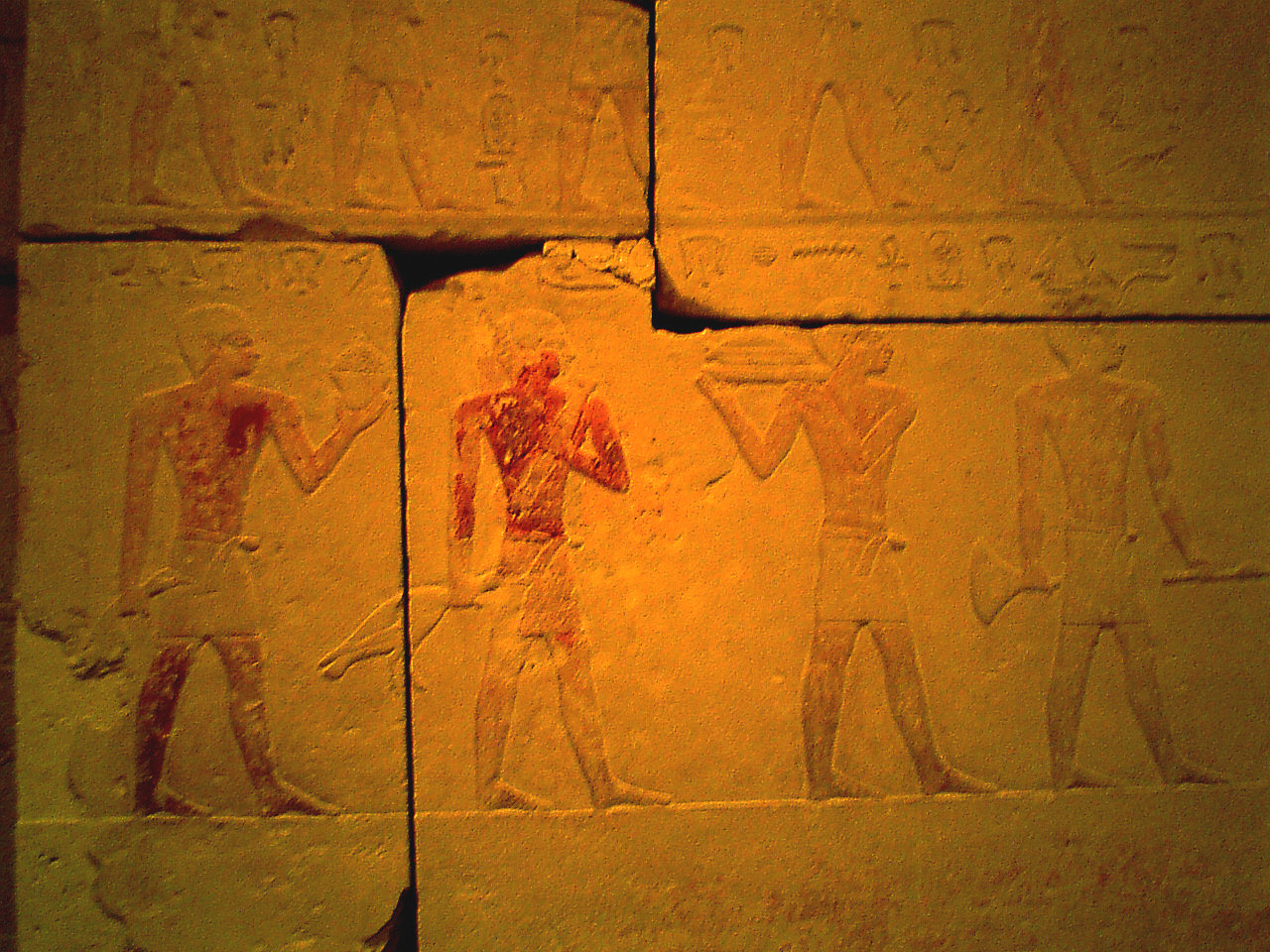
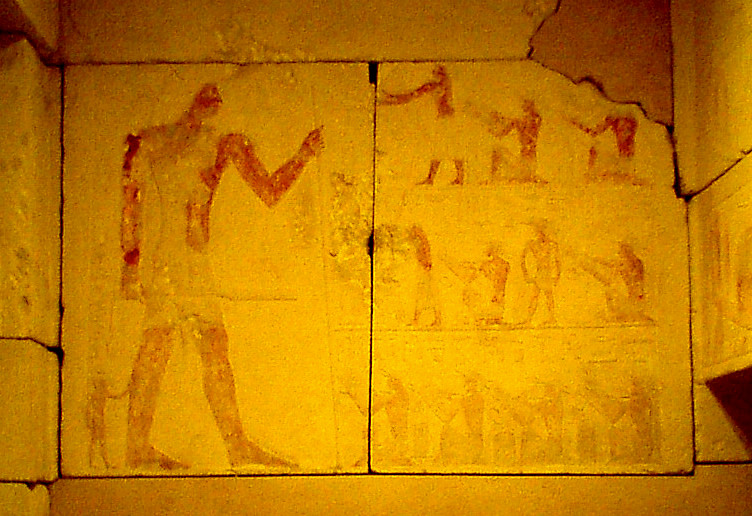
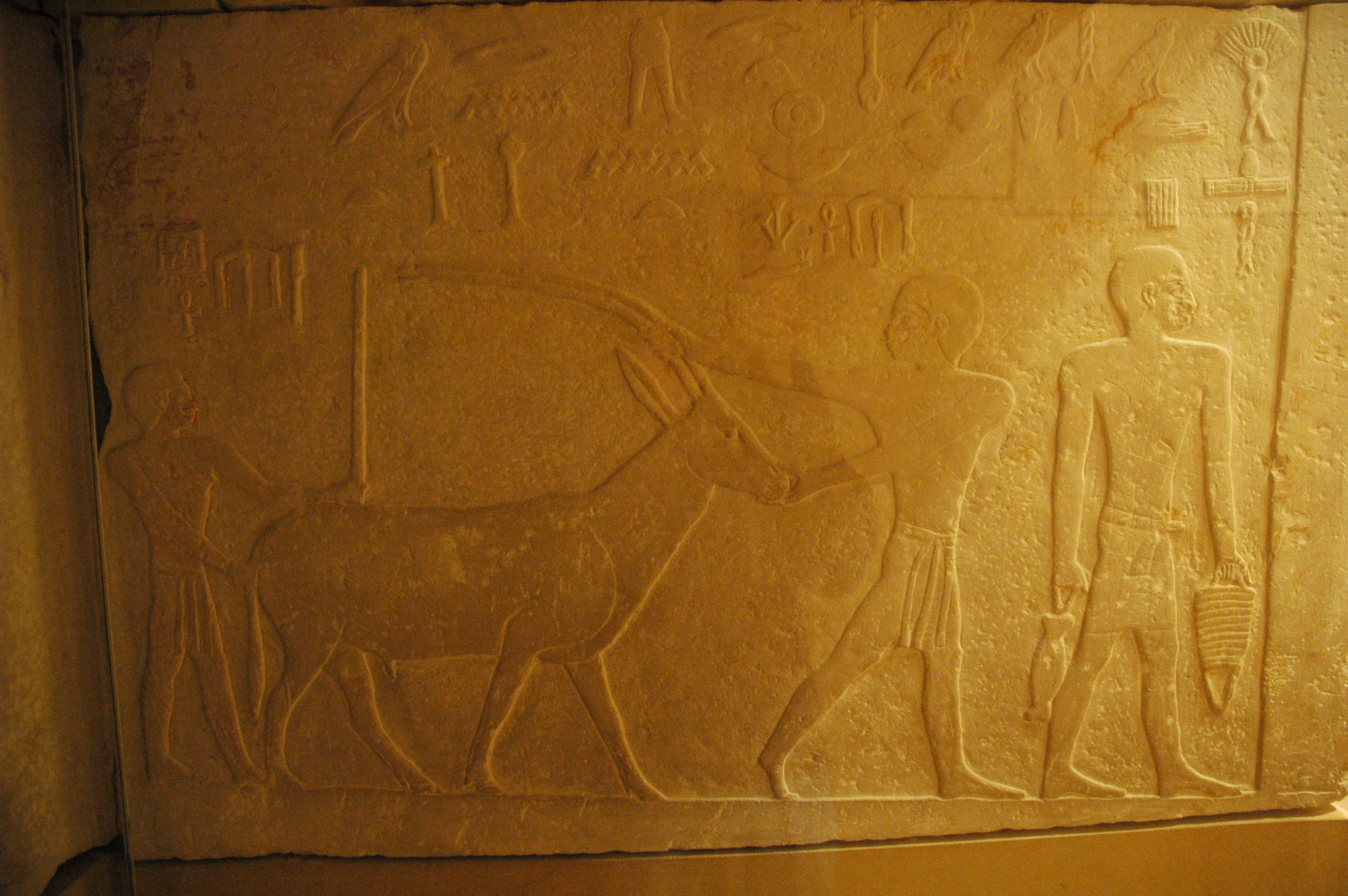
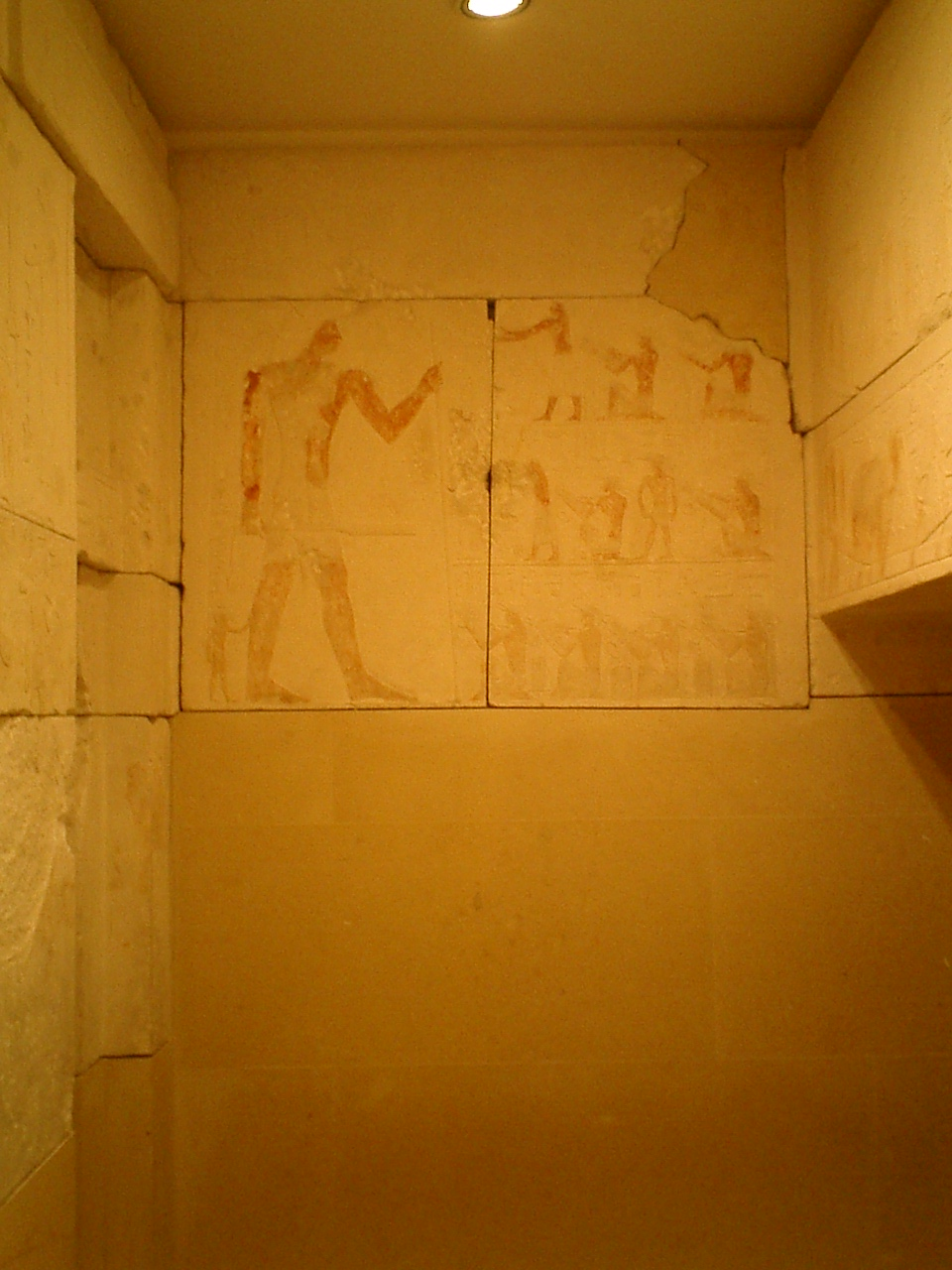